# باتريس ديميتريو
باتريس ديميتريو (بالفرنسية: Patrice Dimitriou)‏ هو لاعب كرة قدم فرنسي في مركز الوسط، ولد في 11 مارس 1983 في Rillieux-la-Pape ‏ في فرنسا. لعب مع بورغ أون بريس بيروناس ونادي مولان.

## وصلات خارجية
- باتريس ديميتريو على موقع رابطة كرة القدم الفرنسية للمحترفين (الإنجليزية)
- باتريس ديميتريو على موقع قاعدة بيانات كرة القدم.إي يو (الإنجليزية)
- باتريس ديميتريو على موقع Soccerway.com (الإنجليزية)